# Jenny Lutzer

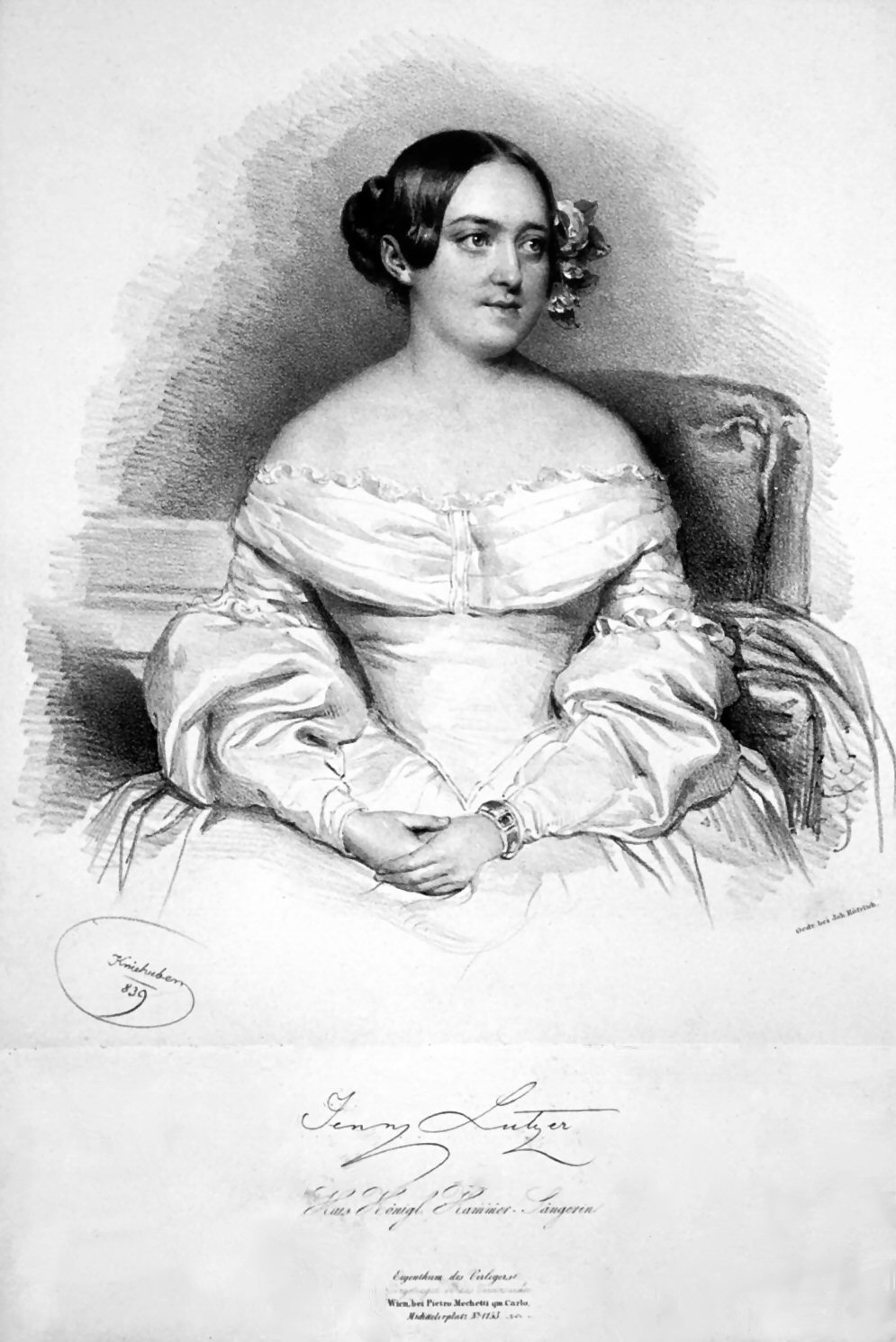
Jenny Lutzer, Lithographie von Josef Kriehuber, 1839

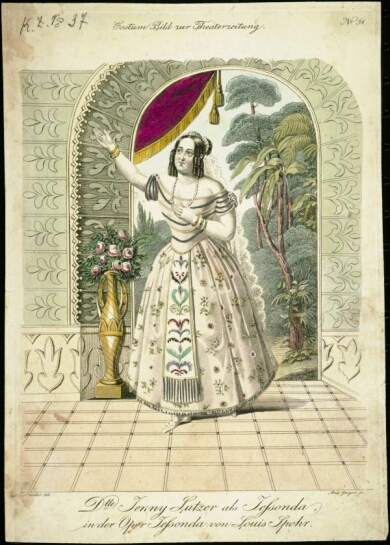
Rollenbild der Jenny Dingelstedt, geb. Lutzer, als Jessonda in der gleichnamigen Oper von Louis Spohr (1823)

Jenny Lutzer, verheiratete Dingelstedt (* 4. März 1816 in Prag; † 3. Oktober 1877 in Wien) war eine österreichische Opernsängerin (Sopran).

## Leben
Jenny Lutzer erhielt schon als Kind Gesangsunterricht und stand bereits mit 16 Jahren zum ersten Mal auf der Bühne. Sie war von 1837 bis 1842 als eine gefeierte Koloratursopranistin und Soubrette an der Wiener Hofoper tätig. In dieser Zeit wurde sie auch zur k.k. Kammersängerin ernannt. 1843 heiratete sie den Dichter und Theaterintendanten Franz Freiherrn von Dingelstedt, dem sie 1843 nach Stuttgart, 1850 nach München und schließlich nach Weimar folgte.
Sie starb 1877 in Wien und ruht auf dem Zentralfriedhof (5A-4-80) neben ihrem Gatten Franz von Dingelstedt in einem ehrenhalber gewidmeten Grab.